# OnNow
OnNow ist der Name einer von Microsoft in Windows 98 und 2000  integrierten Technologie, die das schnelle Einschalten, beziehungsweise das „Aufwecken“ eines Computers aus dem Standby-Modus ermöglicht, indem externe Geräte eingeschaltet oder reaktiviert werden.
Die Technologie griff auf das damals durch Microsoft und Intel neu eingeführte ACPI zurück, konnte sich aber, einigen Vermutungen zufolge auch, weil der Name keiner eindeutigen Funktion zuzuordnen war, nicht etablieren.